# Marsdenia lorea
Marsdenia lorea är en oleanderväxtart som beskrevs av Spencer Le Marchant Moore. Marsdenia lorea ingår i släktet Marsdenia och familjen oleanderväxter. Inga underarter finns listade i Catalogue of Life.